# The Philosophical Review
The Philosophical Review ist eine vierteljährlich erscheinende wissenschaftliche Zeitschrift für Philosophie, die von der Fakultät der Sage School of Philosophy der Cornell University herausgegeben wird und seit September 2006 bei Duke University Press erscheint. Es werden Arbeiten aus allen Bereichen der analytischen Philosophie veröffentlicht, ein besonderes Augenmerk liegt aber auf Arbeiten, die für akademische Philosophen von generellem Interesse sind. Jede Ausgabe enthält ungefähr zwei bis vier Aufsätze.
Die Zeitschrift erscheint seit 1892 ohne Unterbrechungen. Die erste Ausgabe enthielt Aufsätze von William James und John Dewey.

## Bekannte Aufsätze
- Quine, Willard van Orman (Januar 1951): Main Trends in Recent Philosophy: Two Dogmas of Empiricism. Vol. 60, No. 1, S. 20–43, JSTOR:2181906.
- Rawls, John (Januar 1955): Two Concepts of Rules. Vol. 64, No. 1, S. 3–32, JSTOR:2182230.
- Grice, H.P. (Juli 1957): Meaning. Vol. 66, No. 3, S. 377–388, JSTOR:2182440.
- Vendler, Zeno (April 1957): Verbs and Times.Vol. 66, No. 2, S. 143–160, JSTOR:2182371.
- Smart, J.J.C. (April 1959): Sensations and Brain Processes. Vol. 68, No. 2, S. 141–156, JSTOR:2182164.
- Harman, Gilbert H. (Januar 1965): The Inference to the Best Explanation. Vol. 74, No. 1, S. 88–95, JSTOR:2183532.
- Donnellan, Keith S. (Juli 1966): Reference and Definite Descriptions. Vol. 75, No. 3, S. 281–304, JSTOR:2183143.
- Grice, H.P. (April 1969): Utterer's Meaning and Intention. Vol. 78, No. 2, S. 147–177, JSTOR:2184179.
- Nagel, Thomas (Oktober 1974): What Is It Like to Be a Bat? Vol. 83, No. 4, S. 435–450, JSTOR:2183914.
- Lewis, David (Juli 1976): Probabilities of Conditionals and Conditional Probabilities. Vol. 85, No. 3, S. 297–315, JSTOR:2184045.
- Burge, Tyler (Januar 1986): Individualism and Psychology. Vol. 95, No. 1, S. 3–45, JSTOR:2185131.
- DeRose, Keith (Januar 1995): Solving the Skeptical Problem. Vol. 104, No. 1, S. 1–52, JSTOR:2186011.